# 野坂康二
野坂 康二（、明治10年（1877年）4月 - 没年不明）は日本の実業家。ゼオライト工業（株）社長。米子製鋼所、日本信号各取締役。鉄道省嘱託。大阪鉄道学校理事長。
元衆議院議員野坂茂三郎の弟。元鳥取県米子市長野坂寛治の叔父。

## 経歴
鳥取県米子市法勝寺町出身。商家の生まれである。屋号は油屋。野坂與八郎の六男。
明治35年（1902年）東京帝国大学工科機械科を卒業。大正14年（1925年）、甥寛治方より分家す。

## 栄典
- 1920年（大正9年）11月1日 - 勲四等瑞宝章[2]

## 家族・親族

### 野坂家
（鳥取県米子市法勝寺町、東京市大森区久ヶ原町）
- 父・與八郎[1]
- 兄

茂三郎（実業家、政治家）
吉五郎（実業家、政治家）
- 妻・政子（千葉県士族、海軍少将本山漸三女[3]）

明治17年（1884年）11月生 - 没
- 男・義雄[1]（実業家）

明治38年（1905年）9月生 - 没
- 男・稔[1]

明治41年（1908年）9月生 - 没
- 女・幸江[1]

明治45年（1912年）5月生 - 没
- 男・浩[1]

大正3年（1914年）10月生 - 没
- 女[1]

大正6年（1917年）5月生 -
- 男[1]

大正9年（1920年）2月生 -

## 関連
- 野坂茂三郎
- 野坂寛治